# Чемпионат мира по спортивной гимнастике 1958
14-й чемпионат мира по спортивной гимнастике проходил с 6 по 10 июля 1958 года в Москве (СССР). В нём приняли участие 108 гимнастов и 88 гимнасток из 22 стран. Место проведения — дворец спорта «Лужники».

## Общий медальный зачёт
| Место | Страна       | Золото | Серебро | Бронза | Всего |
| ----- | ------------ | ------ | ------- | ------ | ----- |
| 1     | СССР         | 12     | 7       | 7      | 26    |
| 2     | Япония       | 1      | 6       | 4      | 11    |
| 3     | Чехословакия | 1      | 3       | 1      | 5     |
| 4     | Югославия    | 0      | 0       | 1      | 1     |
| 4     | Румыния      | 0      | 0       | 1      | 1     |

## Медалисты

### Мужчины
| Дисциплина                | Золото                                                                                                  | Серебро                                                                                              | Бронза |
| Командное многоборье      | СССР · Борис Шахлин · Юрий Титов · Павел Столбов · Альберт Азарян · Валентин Муратов · Валентин Липатов | Япония · Такаси Оно · Масао Такэмото · Нобуюки Аихара · Синсаку Цукаваки · Акира Коно · Кацуми Тераи | Чехословакия · Ярослав Бим · Фердинанд Даниш · Павел Гайдош · Карел Клечка · Йиндржих Микулец · Йозеф Шквор |
| Индивидуальное многоборье | Борис Шахлин (СССР)                                                                                     | Такаси Оно (Япония)                                                                                  | Юрий Титов (СССР)                                                                                           |
| Вольные упражнения        | Масао Такэмото (Япония)                                                                                 | Такаси Оно (Япония)                                                                                  | Юрий Титов (СССР)                                                                                           |
| Конь                      | Борис Шахлин (СССР)                                                                                     | Павел Столбов (СССР)                                                                                 | Мирослав Церар (Югославия)                                                                                  |
| Кольца                    | Альберт Азарян (СССР)                                                                                   | Нобуюки Аихара (Япония)                                                                              | Юрий Титов (СССР)                                                                                           |
| Опорный прыжок            | Юрий Титов (СССР)                                                                                       | Масао Такэмото (Япония)                                                                              | Такаси Оно (Япония)                                                                                         |
| Параллельные брусья       | Борис Шахлин (СССР)                                                                                     | Такаси Оно (Япония)                                                                                  | Павел Столбов (СССР)                                                                                        |
| Перекладина               | Борис Шахлин (СССР)                                                                                     | Альберт Азарян (СССР)                                                                                | Масао Такэмото (Япония) Юрий Титов (СССР)                                                                   |

### Женщины
| Дисциплина                | Золото | Серебро | Бронза |
| Командное многоборье      | СССР · Полина Астахова · Лидия Калинина · Тамара Манина · Софья Муратова · Лариса Латынина · Раиса Борисова | Чехословакия · Вера Чаславска · Эва Босакова · Анна Морейкова · Матильда Матушкова · Людмила Шведова · Адольфина Тачова | Румыния · Элена Доброволски · Анастасия Ионеску · Сония Иован · Эмилия Вэтэшою · Элена Сэкэлич · Элена Леуштяну |
| Индивидуальное многоборье | Лариса Латынина (СССР)                                                                                      | Эва Босакова (Чехословакия)                                                                                             | Тамара Манина (СССР)                                                                                            |
| Опорный прыжок            | Лариса Латынина (СССР)                                                                                      | Софья Муратова (СССР) Лидия Калинина (СССР) Тамара Манина (СССР)                                                        | |
| Разновысокие брусья       | Лариса Латынина (СССР)                                                                                      | Эва Босакова (Чехословакия)                                                                                             | Полина Астахова (СССР)                                                                                          |
| Бревно                    | Лариса Латынина (СССР)                                                                                      | Софья Муратова (СССР)                                                                                                   | Кэйко Танака (Япония)                                                                                           |
| Вольные упражнения        | Эва Босакова (Чехословакия)                                                                                 | Лариса Латынина (СССР)                                                                                                  | Кэйко Танака (Япония)                                                                                           |

## В филателии
В 1958 году в СССР были выпущены почтовые марки.

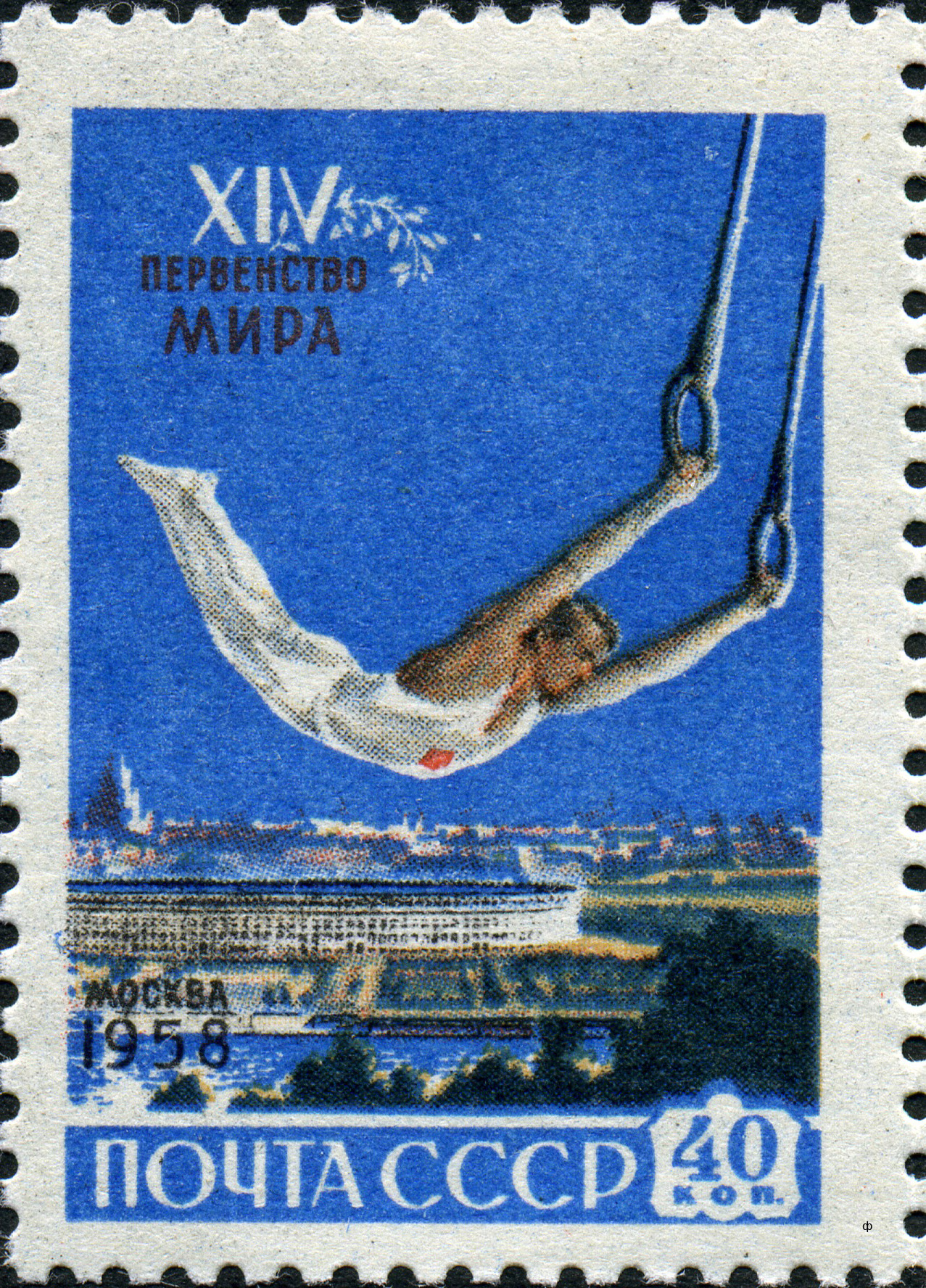
Спортсмен, выполняющий упражнения на кольцах на фоне панорамы стадиона «Лужники».
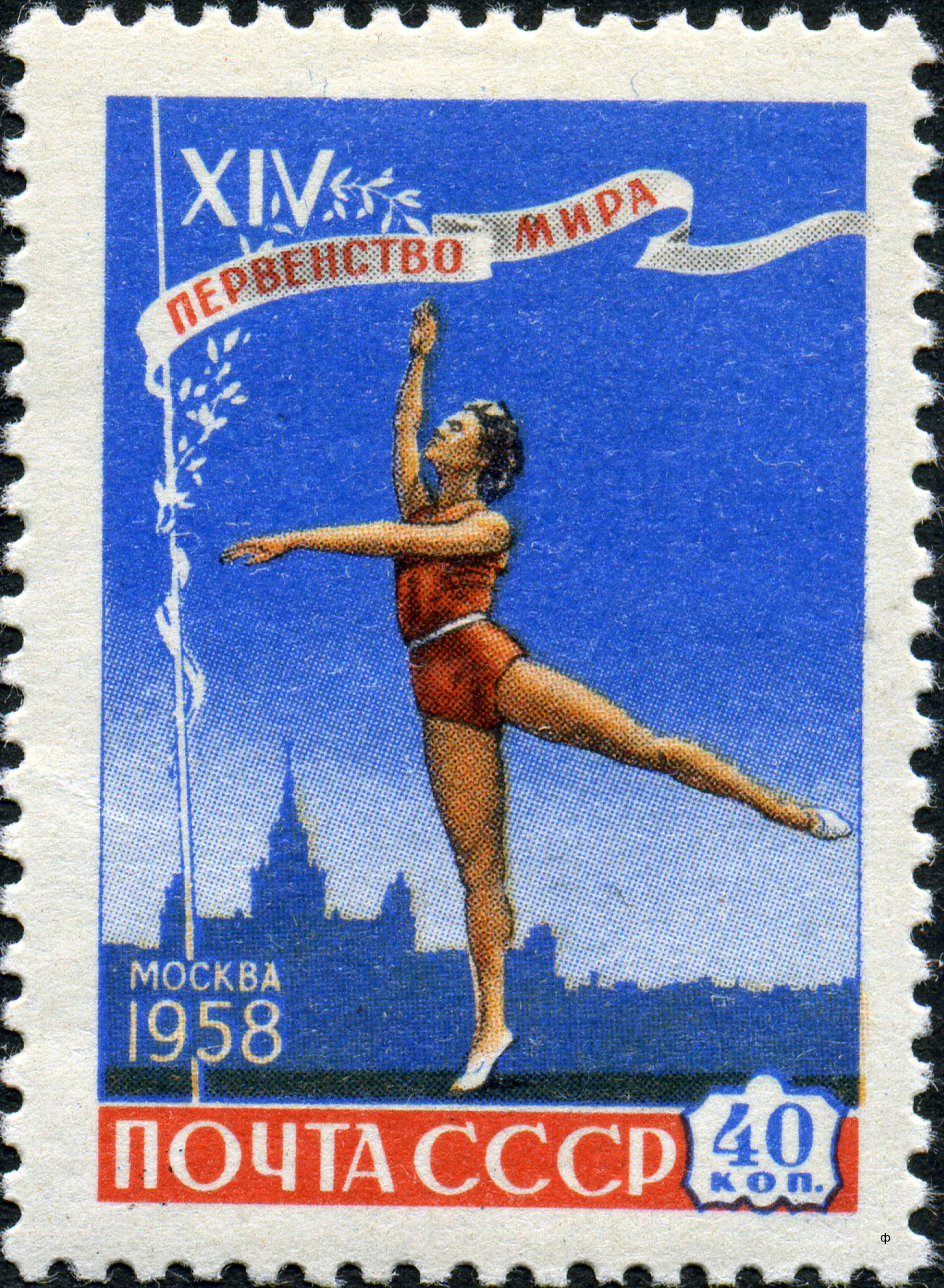
Марка иллюстрирует соревнования по художественной гимнастике